# Un paese senza
Un paese senza è un saggio di Alberto Arbasino.
Scritto inizialmente nel 1980 ma rifatto nel 1990 il saggio è una sferzante analisi degli anni settanta in Italia, dal punto di vista della politica, della cultura e dello spettacolo.

## Edizioni
- Alberto Arbasino, Un paese senza, Garzanti, 1990,  p. 330, ISBN 88-11-67405-0.